# Plemnaios
Plemnaios (altgriechisch Πλημναῖος Plēmnaíos, deutsch ‚Fülle, Überfluss‘, lateinisch Plemnaeus) war in der griechischen Mythologie der Sohn des Peratos und König von Sikyon. 
Alle Kinder des Plemnaios starben kurz nach der Geburt. Als endlich Demeter in der Gestalt einer Frau nach Sikyon kam und als Amme den Orthopolis aufzog, überlebte dieser und trat später die Herrschaft seines Vaters an. Als Dank errichtete Plemnaios der Demeter ein Heiligtum.
Eusebius von Caesarea schreibt Plemnaios 48 Regierungsjahre zu.